# Andreas Fickers
Andreas Fickers (* 1971 in Sankt Vith) ist ein belgischer Historiker. Er leitet das Luxembourg Centre for Contemporary and Digital History.
1989 legte der deutschsprachige Ostbelgier in Sankt Vith das Abitur ab und studierte danach bis 1997 Geschichte, Philosophie und Soziologie an der RWTH Aachen. Neben Praktika am Deutschen Museum arbeitete er als Assistent am Lehrstuhl für Technikgeschichte und darauf für Zeitgeschichte in Aachen. 2002 promovierte er mit summa cum laude. Dann ging er als Assistenzprofessor bis 2007 an das Institute for Media and Re-/Presentation an der Universität Utrecht. 2007 wurde er an der Universität Maastricht Professor für Vergleichende Mediengeschichte und 2013 Professor für Zeit- und digitale Geschichte an der Universität Luxemburg.
2020 wurde er zum ordentlichen Mitglied der Academia Europaea gewählt.
Seine Schwerpunkte liegen im Bereich Mediengeschichte und europäische Kultur- und Technikgeschichte. Er baute europäische Forschungsnetzwerke im Bereich der Fernsehgeschichte (www.euscreen.eu) und Technikgeschichte (www.tensionsofeurope.eu) auf und gibt die online-Zeitschrift VIEW. Journal of European Television History and Culture heraus (www.viewjournal.eu).

## Schriften
- Der Transistor als technisches und kulturelles Phänomen. Die Transistorisierung der Radio- und Fernsehempfänger in der deutschen Rundfunkindustrie 1955, Bassum 1998
- „Politique de la Grandeur“ versus „Made in Germany“ : Politische Kulturgeschichte der Technik am Beispiel der Pal-Secam-Kontroverse, München 2007 ISBN 978-3-486-58178-2
- Zwischen den Zeilen : Die Geschichte des Kreisblattes für den Kreis Malmedy und der St. Vither Volkszeitung 1866–1940, Taschenbuch, Algemeen Rijksarchief, 2008. ISBN 978-9-0574-6036-4
- mit Pascal Griset: Communicating Europe. Technologies, Information, Events, (Making Europe, hg. v. Johan Schot), Palgrave Macmillan 2019. ISBN 978-0230308039, TB ISBN 978-023030804-6